# Atractocerus
Atractocerus es un género de coleópteros de la familia Lymexylidae. La revisión más reciente de la familia trata varios géneros pequeños o monotípicos como sinónimos de Atractocerus. Aunque algunos autores continúan usando los nombres genéricos más antiguos (e.g.). En Mexico mejor conocidos como "Chiliwilis" 

## Especies[3]
- Atractocerus aspoecki (Paulus, 2004)
- Atractocerus ater Kraatz, 1895
- Atractocerus atricollis Pic, 1955
- Atractocerus bicolor Strohmeyer, 1910
- Atractocerus bifasciatus Gestro, 1874
- Atractocerus blairi Gardner, 1936
- Atractocerus brasiliensis Lepeletier y Audinet-Serville, 1825
- Atractocerus brevicornis (Linnaeus, 1766)
- Atractocerus bruijni Gestro, 1874
- Atractocerus crassicornis Clark, 1931
- Atractocerus emarginatus Laporte de Castelnau, 1836
- Atractocerus gracilicornis Schenkling, 1914
- Atractocerus kreuslerae Pascoe, 1864
- Atractocerus mirabilis Miwa, 1935
- Atractocerus monticola (Kurosawa, 1985)
- Atractocerus morio Pascoe, 1860
- Atractocerus niger Strohmeyer, 1910
- Atractocerus nipponicus (Nakane, 1985)
- Atractocerus procerus Schenkling, 1914
- Atractocerus quercus Gardner, 1935
- Atractocerus reversus Walker, 1858
- Atractocerus siebersi Karny, 1922
- Atractocerus tasmaniensis Lea, 1917
- Atractocerus termiticola Wasmann, 1902
- Atractocerus tonkineus Pic, 1948
- Atractocerus valdivianus (Philippi, 1866)
- Atractocerus victoriensis Blackburn, 1891